# 미하라 요코
미하라 요코(일본어: 三原 葉子, 1933년 1월 10일 ~ )는 일본의 배우이다. 이와테현 모리오카시 출신이다.